# Mount Fitzgerald
Mount Fitzgerald är ett berg i Kanada.   Det ligger i provinsen British Columbia, i den sydvästra delen av landet, 3 700 km väster om huvudstaden Ottawa. Toppen på Mount Fitzgerald är 2 641 meter över havet, eller 330 meter över den omgivande terrängen. Bredden vid basen är 3,8 km.
Terrängen runt Mount Fitzgerald är kuperad österut, men västerut är den bergig.Trakten runt Mount Fitzgerald är nära nog obefolkad, med mindre än två invånare per kvadratkilometer.. Det finns inga samhällen i närheten. 
Trakten runt Mount Fitzgerald är permanent täckt av is och snö.